# Dolomedes kalanoro
Espèce
Dolomedes kalanoro est une espèce d'araignées aranéomorphes de la famille des Dolomedidae.

## Distribution
Cette espèce est endémique de Madagascar. Elle se rencontre dans le parc national de l'Isalo, la réserve spéciale d'Ambohijanahary, la réserve spéciale d'Analamazoatra et le parc national d'Andasibe-Mantadia,.

## Description
Le mâle holotype mesure 17,55 mm.
Le mâle décrit par Yu et Kuntner en 2024 mesure 15,18 mm et la femelle 20,28 mm.

## Systématique et taxinomie
Cette espèce a été décrite par Silva et Griswold en 2013.

## Étymologie
Cette espèce est nommée en référence au Kalanoro.

## Publication originale
- Silva & Griswold, 2013 : « A new species of Dolomedes Latreille, 1804 (Araneae: Lycosoidea: Pisauridae) from Madagascar. » Zootaxa, no 3691(4), p. 461-466.